# Mbeng (Matomb)
Pour les articles homonymes, voir Mbeng.
Mbeng est un village de la région du Centre du Cameroun. Il est localisé dans l'arrondissement (commune) de Matomb et le département du Nyong-et-Kéllé.

## Population et société
Mbeng comptait 198 habitants lors du dernier recensement de 2005. La population est constituée pour l’essentiel de Bassa.